# Булавко Володимир Олексійович
Володи́мир Олексі́йович Була́вко (* 1944) — український баяніст та педагог. Заслужений артист УРСР (1982).

## Життєпис
Народився 1944 року в місті Свободний (сучасний Хабаровський край РФ).
1968 року закінчив Київську консерваторію (клас Миколи Різоля).
Від 1968-го — соліст Національної філармонії, в 1971—1983 роках за сумісництвом — викладач класу баяна й акордеона Київського педагогічного інституту.
1975 року став лауреатом Міжнародного конкурсу баяністів у місті Клінґельнталь (Перша премія).
В 1983—1986 та від 1989 року — старший викладач, з 1994-го — доцент Національної музичної академії України (за сумісництвом). Протягом 1987—1989 років — у музично-хореографічному училищі міста Улан-Батор.
Автор оригінальних творів, перекладень та транскрипцій для баяна. Серед творів — концертна п'єса на тему української народної пісні «Гандзя».